# Togon Temür
Togon Temür Uhagatu-chan (mong. ᠲᠤᠭᠤᠨᠲᠡᠮᠦᠷ ᠤᠬᠠᠭᠠᠲᠤ ᠬᠠᠭᠠᠨ) – ostatni członek dynastii Yuan zasiadający na tronie chińskim. Władał w latach 1333–1368 do momentu ucieczki do Pekinu.

## Panowanie
Tog Temür, ojciec Togona, zmarł młodo, nie mając nawet 30 lat. Po śmierci cesarza nie brakowało wielu dochodzeń co do kwestii przyszłego następcy. Ostatecznie na tron zasiadł równie młody najstarszy syn, który wówczas przebywał na zesłaniu w Korei. Następca był kompletnie niedoświadczonym i słabym młodzieńcem. Stanowił marionetkę w rękach licznych mongolskich urzędników, którzy tak naprawdę rządzili za niego. Sam wolał oddawać się przyjemnościom, zabawom i piciu. Togon nie przejmował się sytuacją panującą w kraju. Do głosu dochodziła coraz liczniejsza opozycja, która buntowała ludność poddaną stolicy.
Człowiekiem, który najbardziej wpływał na decyzje w państwie był Bajan (plemię Merkitów). Mężczyzna ten był stanowczym przeciwnikiem tego, co pochodziło z Chin. Wprowadzał wiele ostrych, rygorystycznych zasad i zakazów, które w znacznej mierze dotykały ludzi innego pochodzenia niżeli mongolskie. Za jego czasów w Chinach wszedł w życie zakaz posiadania broni przez Chińczyków, czy uniemożliwienie im zajmowania wysokich stanowisk w administracji. Takie ruchy ze stron władzy prowadziły do coraz to gorszego stosunku poddanych, a wręcz do wrogości.
W późniejszych latach miejsce Bajana zajął spokrewniony z nim Toqto’a. Był to człowiek niezwykle mądry, wykształcony i błyskotliwy. Jednakże sytuacja w kraju była tak zła, że nawet on nie zdołał udźwignąć problemów, które kumulowały się przez poprzednie lata. Ostatecznie, Toqto’a został odsunięty od władzy i wpływów, na skutek licznych intryg.

## Bunt przeciwko władzy
Kryzys gospodarczy, wysoka inflacja, głód i klęski żywiołowe, to główne z przyczyn ostrych sytuacji w ówczesnych Chinach. Władze nie były w stanie kontrolować krytycznej sytuacji, a przywódcy powstań stawali się coraz to silniejsi. Chaos ogarnął tereny stolicy. Wojska i ludność zbuntowane przeciwko cesarzowi, zajmowały środkowe, południowe oraz północne Chiny, gdzie zniszczona została m.in. letnia posiadłość władcy.
Wśród ludzi, którzy walczyli o poprawienie standardów życia, nie brakowało również tych, którzy posiadali czysto polityczne cele. Jednym z nich był późniejszy założyciel dynastii Ming, Zhu Yuanzhang.

## Upadek dynastii Yuan
Dynastia zaczęła się chylić ku upadkowi już wraz ze śmiercią Kubilaja. Na dworze rozpoczęły się czasy licznych intryg, korupcji i braku myśli politycznych, Rozpoczęto również dziwny zwyczaj przeznaczania zbyt dużych kwot na rozrost buddyzmu. Kolejni władcy, którzy rządzili od 1307 do 1368, sprowadzali wielkie imperium Czyngis-chana ku zniszczeniu.
Togon Temür zapisał się w historii niezbyt chwalebnie. Znany jest jako ostatni cesarz mongolski, który panował w Chinach. W 1368 r. zbiegł do Pekinu wraz z najbliższą rodziną, uciekając przed buntownikami zmierzającymi do pałacu.